# Smith & Wesson Model 59
A Smith & Wesson Model 59 é uma pistola semiautomática, operada por ação de recuo (SA/DA) para o cartucho 9×19mm Parabellum, introduzida pela Smith & Wesson em 1971 e produzida até 1981. A S&W Model 59 foi desenvolvida a partir da Smith & Wesson Model 39 anterior, adaptando um carregador bifilar com capacidade para 14 cartuchos.

## Histórico e usuários
A S&W Model 59 é considerada uma das mais importantes na história das pistolas semiautomáticas americanas, a Model 59 da Smith & Wesson entrou em cena em 1971 e deu origem ao período "Wonder Nine" da empresa.
Durante a Segunda Guerra Mundial o Exército dos EUA teve contato com as modernas pistolas semiautomáticas de dupla ação, como a Walther P38, e o Pentágono criou um programa para escolha de uma pistola leve de ação dupla em calibre 9mm.
Para ganhar o que poderia ter sido um contrato vultoso para substituir a M1911A1, a Colt, a S&W e a High Standard, todos enviaram projetos de protótipos para testes do Exército na década de 1950.
Em 1955 o Exército decidiu manter a pistola M1911 em .45 ACP por mais tempo devido à grande quantidade delas que havia em estoque, a arma de teste da Smith & Wesson, a X100, deu origem à Model 39. Usando uma quadro em liga de alumínio e um carregador monofilar de 8 tiros, a "Model 39" entrou em produção em 1955 e foi a primeira pistola 9 mm fabricada nos EUA a se popularizar no mercado consumidor civil.
Em 1968 a Illinois State Police, adotou a Model 39, encomendando 1.700 delas logo no primeiro pedido. Além disso, a "Model 39" também foi adotada pelos Navy SEALs na Guerra do Vietnã, e devido a essa relação com os SEALs, o projeto evoluiu para um quadro ainda mais leve usando um carregador bifilar de 13 tiros que acabou se tornando a S&W Model 59 (com carregador de 14 tiros) em sua versão comercial.
A S&W Model 59 foi lançada no mercado em 1971. E saiu de produção uma década depois, em 1982, quando a série aprimorada de segunda geração foi introduzida (a S&W 459).

## Projeto
A S&W Model 59 foi fabricada em calibre 9×19mm Parabellum com um quadro de alumínio anodizado mais largo, uma empunhadura reta, trava de desengate no carregador (a pistola não dispara a menos que um carregador esteja no lugar) e um slide de aço carbono azulado com a trava de segurança. A empunhadura é composta por três peças: dois painéis plásticos (talas) de náilon unidos por uma correia traseira de metal. O botão de liberação do carregador fica localizado na parte de trás do guarda-mato, semelhante ao M1911A1.

## Carregador
O carregador da S&W Model 59 é semelhante ao da Browning Hi-Power. Inicialmente introduzido com uma capacidade de 14 tiros, foi posteriormente aumentado para 15. A Smith & Wesson também fez uma versão estendida de 20 cartuchos. Muitas armas de fogo foram introduzidas para usar este padrão de carregador, incluindo a Marlin Camp Carbine, bem como as Kel-Tec: P-11, Sub-9 e Sub-2000.

## Model 459
O S&W 459 foi uma versão atualizada do Model 59' com miras ajustáveis e empunhadura de náilon zigrinado que foi descontinuado em 1988. 803 unidades dele foram produzidas em acabamento escovado e empunhaduras especiais feitas de acordo com as especificações do FBI.